# Diecezja Parramatta
Diecezja Parramatta – diecezja Kościoła rzymskokatolickiego w metropolii Sydney. Powstała w 1986 w wyniku wyłączenia części terytorium z archidiecezji Sydney. Siedzibą biskupów jest Parramatta, formalnie będąca niezależnym miasteczkiem, faktycznie zaś stanowiąca jedną z zachodnich dzielnic Sydney.